# Virtual Private LAN Service
Virtual private LAN service (VPLS) est un service Ethernet multipoint-à-multipoint fonctionnant au-dessus d'un réseau IP muni d'un mécanisme de tunnel (en général  MPLS). Il permet d'interconnecter des LAN de plusieurs sites distincts qui apparaissent comme étant sur le même LAN Ethernet. 
En ce qui concerne les fournisseurs de services, le VPLS s'appuie sur le MPLS pour créer une solution fiable, évolutive et opérationnellement efficace. S'agissant des entreprises, le VPLS s'appuie sur l'Ethernet pour fournir un service multipoint simple et économique assorti d'accords sur la qualité de service pour les différents types de trafic.
L'avantage par rapport aux solutions de Réseau privé virtuel de niveau-2 MPLS ou L2TPv3, qui ne fournissent que des services de tunnels de niveau 2 en point à point, est que les solutions VPLS fournissent des services de connectivité multipoint (de tout point à tout point).